# Bảo tàng Trường Ô tô ở Toruń

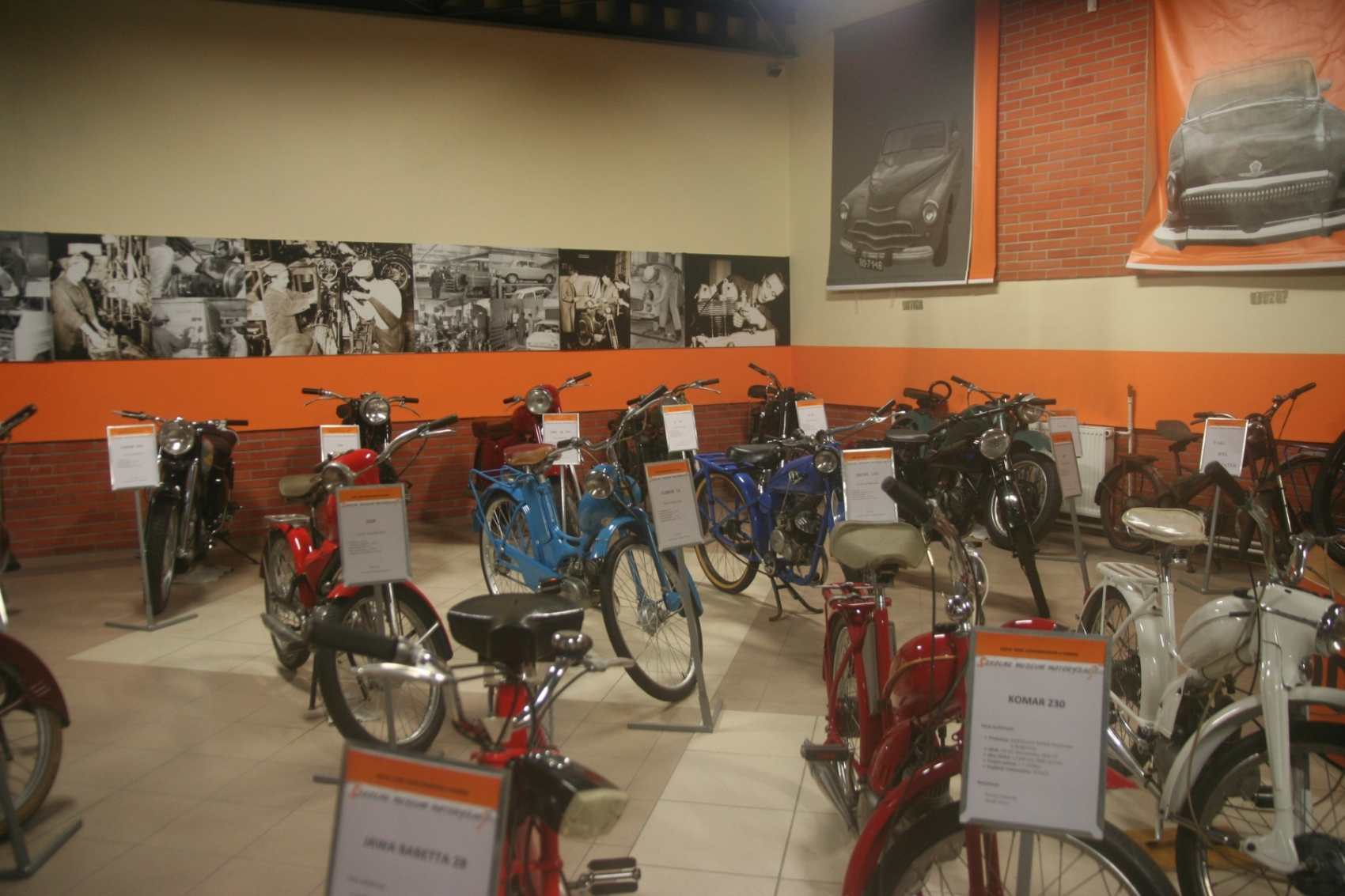
Một góc triển lãm (2013)

Bảo tàng Trường Ô tô ở Toruń (tiếng Ba Lan: Szkolne Muzeum Motoryzacji w Toruniu) là một bảo tàng tọa lạc tại số 25b phố Grunwaldzka, Toruń, Ba Lan. Bảo tàng do Khu phức hợp Trường Ô tô Tướng Józef Bem ở Toruń điều hành. Bảo tàng nằm trong khuôn viên của trường.

## Lịch sử
Bảo tàng được thành lập theo khởi xướng của các sinh viên trong Trường Ô tô Tướng Józef Bem, đặc biệt là Włodzimierz Werner. Tất cả các hiện vật của bảo tàng đã được các sinh viên của trường mua lại và phục hồi, công việc này đóng vai trò là một phần trong luận văn tốt nghiệp. Họ sẵn lòng để trường giữ lại các phương tiện này như một khoản quyên góp. Từ năm 2005, do cải cách giáo dục, các sinh viên của trường không phải phục hồi các phương tiện lịch sử nữa. Tuy nhiên, những phương tiện được giữ tại trường trước đó đã trở thành cơ sở để tạo ra một trong số ít bảo tàng như vậy ở Ba Lan.

## Triển lãm
Các bộ sưu tập của bảo tàng có tổng cộng hơn 100 phương tiện lịch sử, bao gồm ô tô, xe máy, xe mô tô, xe đạp, và một số loại xe khác. Sau khi tái tạo, các phương tiện có thể hoạt động và thỉnh thoảng được sử dụng tại các sự kiện khác nhau. Trường còn tổ chức các lớp học tìm hiểu về bảo tàng cho sinh viên và tổ chức lễ hội xe cổ. Du khách có thể đến tham quan bảo tàng khi có sự sắp xếp trước qua điện thoại và sẽ được vào cửa miễn phí.